# 湖口庄
湖口庄，為1920年－1945年間存在之行政區，轄屬新竹州新竹郡。今新竹縣湖口鄉。

## 街原名
原屬竹北二堡之崩坡下庄、北窩庄、長崗嶺庄、大湖口庄、糞箕窩庄、羊喜窩庄、上北勢庄、下北勢庄、和興庄、德盛庄、波羅汶庄、番子湖庄、鳳山崎庄、坪頂埔庄
- 大湖口庄改稱湖口[1]

## 行政區劃
湖口庄轄域內分為湖口、坪頂埔、北窩、糞箕窩、羊喜窩、長岡嶺、崩坡下、上北勢、番子湖、鳳山崎、波羅汶、下北勢、德盛、和興14個大字。
- 北窩大字下有「北窩」、「南窩」小字名
- 長岡嶺大字下有「嶺尾」、「四脚亭」、「四湖尾」、「長安」小字名
- 湖口大字下有「湖口」、「埔心」小字名
- 糞箕窩大字下有「糞箕窩」、「箕南窩」小字名
- 上北勢大字下有「上北勢」、「中北勢」、「吳厝」小字名
- 下北勢大字下有「下北勢」、「王爺壟」、「狗頭」小字名
- 波羅汶大字下有「波羅汶」、「崩坡缺」、「南勢」小字名
- 鳳山崎大字下有「鳳山崎」、「竹高屋」、「望高樓」、「寶斗屋」小字名
- 番子湖大字下有「上番子湖」、「中番子湖」小字名
- 坪頂埔大字下有「上坪頂埔」、「下坪頂埔」小字名